# Центр (Даугавпилс)

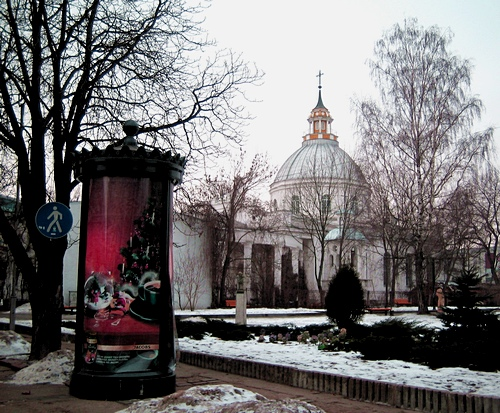
Костёл Св. Петра. Вид с пешеходной улицы Ригас.

Центр — район города Даугавпилс в Латвии, расположен на правом берегу реки Западная Двина (Даугава) в границах с юга по набережной реки (ул. Даугавас), с севера линия железной дороги Рига—Даугавпилс, с востока дамба (ул. 18 ноября) от реки до железной дороги отделяет от района Гаёк, на западе от реки (ул. Кандавас) до железной дороги.

Исторический центр

Граничит с другими районами города, через реку с Гривой, за железной дорогой Новое Строение, Эспланада, Гаёк. Население района составляет около пяти тысяч человек (на 2013 год).

## История

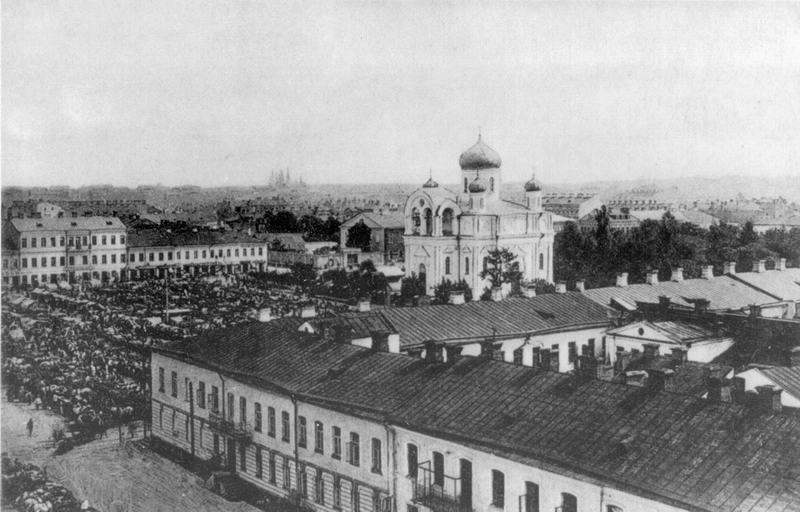
Вид на центр города (Новый Форштадт) в начале XX века

Нынешний центр города начал застраиваться по плану 1826 года высочайше утвержденным императором Николаем I, в связи с переносом поселения на месте Динабургской крепости в начале её строительства в 1810 году, в другое место, названным Новым форштадтом. Город развивался под защитой выстроенной дамбы (1833—1841; по проекту П. П. Мельникова).

## Настоящее

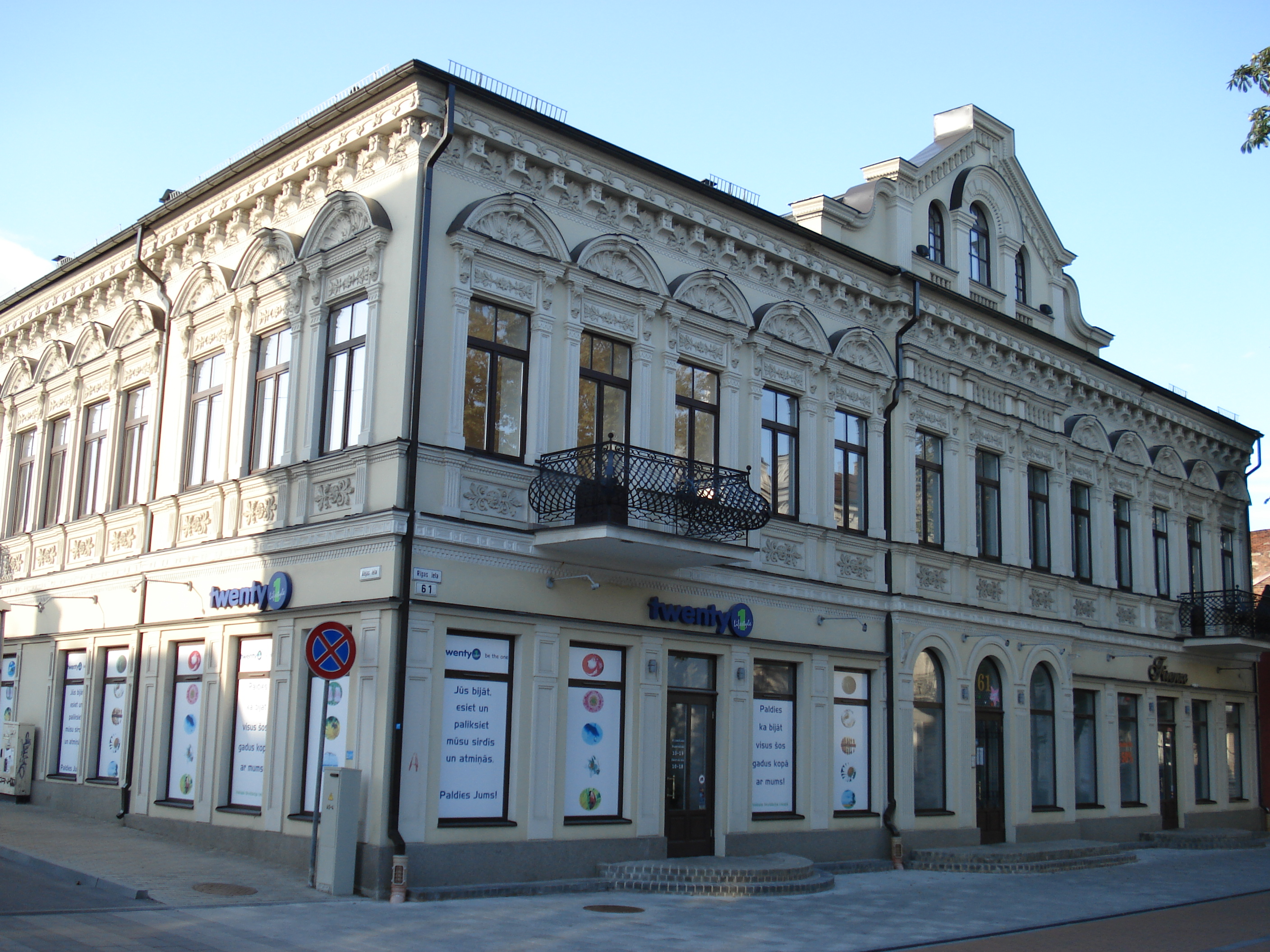
Здание в стиле эклектизм на улице Ригас

Центр Даугавпилса один из самых активных и развитых районов города. В нём расположено множество образовательных учреждений, как начальных, средних, так и высших: Даугавпилсская средняя школа № 3, Даугавпилсская средняя школа № 9, Даугавпилсская государственная гимназия, Латышская начальная школа, начальная школа Saskaņas, старый корпус Даугавпилсского университета, детские сады, художественная школа Saules. Помимо образовательных учреждений здесь находятся Латгальская центральная библиотека, Центральная детская библиотека Zilīte, городская и районная управы, торговый парк Solo, ночные клубы, кафе, рестораны, гостиницы и гостевые дома, городской рынок, торговый центр Ditton Nams, с расположенными в нём кинотеатром Silver Screen, магазинами, боулинг-залом, кафе и ресторанами. Наряду с этим в центре расположено здание суда, ЗАГС, центральное полицейское отделение, пожарная часть, центральная городская поликлиника, детская поликлиника.
В центре города встречаются постройки множества архитектурных стилей: югендстиль, сталинский ампир, русский ампир, «латгальское барокко» (здания из красного кирпича), эклектизм и многие другие. В том числе центр города богат обилием скульптур, монументов и памятников.
Для прогулок доступны Центральный парк, с крупнейшей в городе игровой площадкой для детей, парк имени Павла Дубровина, который богат множеством видов деревьев и сквер Андрея Пумпура.
Жители и гости города легко могут добраться в другие районы города, страны или соседние государства благодаря расположенным в центре автобусной станции и железнодорожной станции.